# Kaposvár Aréna
A Kaposvár Aréna egy sportcsarnok Kaposváron. Építése 2017-ben kezdődött, 2019 májusában adták át. Kosár- és röplabdaeseményeken kb. 3000, kézilabdamérkőzéseken 2000 fős befogadóképességűre, egyéb, például kulturális rendezvényeken 4000 fős befogadóképességűre tervezték.

## Története
Először 2015 októberében hangzott el, hogy a Modern Városok Program keretében Kaposváron új sportcsarnok fog épülni, de több konkrétumot ekkor még nem lehetett tudni. 2016 márciusában már a tervezés is zajlott, majd a nagyközönség számára a részleteket Szita Károly polgármester 2017 januárjában tartott évértékelő beszédében ismertette, amikor felsorolta a program (helyi elnevezésén: Németh István program) keretében a városban várható beruházásokat. Ezek között a beruházások között szerepelt a régi sportcsarnok felújításán kívül a régi csarnok közvetlen szomszédságában az új aréna felépítése. Az építkezés hamarosan meg is kezdődött, áprilisban az új épület helye már ki is lett mérve. Mivel egyik sarka belelógott volna az ott korábban létesített műfüves labdarúgópályába, ezért a pályát áprilisban néhány nap alatt teljesen elbontották, és később új helyen, kicsit távolabb építették újra.
Az ünnepélyes alapkőletételre 2017. május 3-án került sor. Az eseményen felszólalt Szita Károly polgármester, Hendlein Roland, a Kaposvári KK játékosa és Csepreghy Nándor államtitkár, miniszterhelyettes, valamint jelen volt Gelencsér Attila országgyűlési képviselő is.
Az alapozási munkák során figyelembe kellett venni, hogy a terület korábban téglagyári gödör volt feltöltéses és löszös talajjal, ezért ritkán alkalmazott, úgynevezett talajkiszorításos mélycölöpözéssel kellett elvégezni a munkálatokat. Ennek során 400 helyen 8,5 méter mély, 60 cm átmérőjű fúrásokat végeztek (a mellette levő földet nem kitermelve, hanem összetömörítve), a keletkező lyukakat pedig betonnal töltötték ki, amibe vasarmatúrát helyeztek bele. Augusztus elején már a felszín feletti betonpilléreket építették, 2018 januárjában pedig már a tetőszerkezetet. Ennek összesen 160 tonnát nyomó, 46 méter távolságot áthidaló acélelemeit speciális, összesen nagyjából egy tonna tömegű csavarral erősítették össze. A bokrétaünnepet 2018. február 12-én tartották.
2018 nyarán kezdődött meg az épület körüli tereprendezés, többek között a 460 darab parkolóhely kialakítása. November elején már parkettáztak, felszerelték a nézőtér első székét, és a helyére emelték az épület külsején található, nagy méretű „Kaposvár Aréna” feliratot is.
Az ünnepélyes átadásra 2019. május 4-én került sor. A nyitórendezvényen, ahol Szita Károly polgármester és Orbán Balázs, a Miniszterelnökség stratégiai és parlamenti államtitkára is részt vett, fellépett többek között a Győri Filharmonikus Zenekar, a Somogy Táncegyüttes, Keresztes Ildikó, Vastag Csaba, a Magyar Légtornász Egyesület és a Csiky Gergely Színház társulata is. Az elkészült arénát Varga László püspök áldotta meg.
2019. október 25-én az Omega együttes lép fel az arénában.

## Légi felvételek

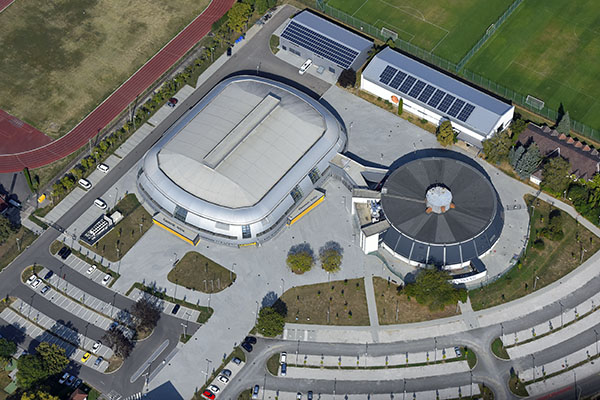
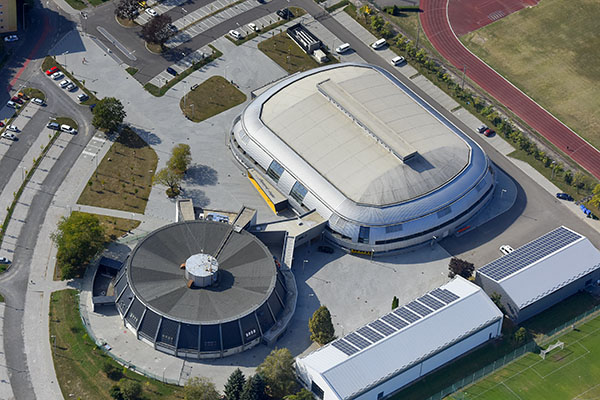
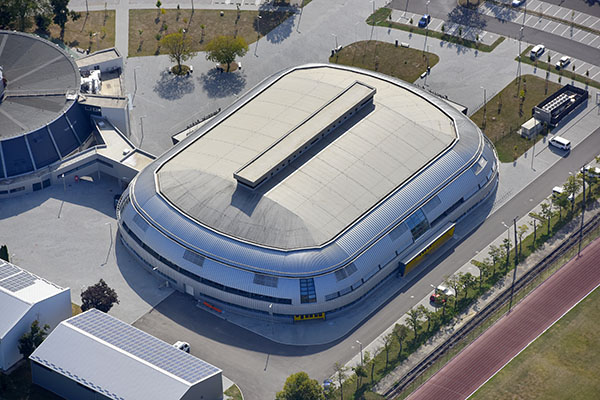

## Az épület
Az aréna Kaposvár történelmi belvárosától északra, a Tisztviselőtelep és a Zaranyi lakótelep között található, a már régebben itt álló sportcsarnok közvetlen szomszédságában. Alakja egy kavicshoz hasonlít, kívülről karcolásmentes lemezekkel borították be. Magassága a padlószinttől mérve 20 méter, míg a küzdőtér feletti hasznos belmagasság 12,5 méter. Teljes küzdőtere 2000 m², ami akkor válik elérhetővé, ha a lelátók egy részét egy motoros szerkezet segítségével behúzzák. Egy két részből álló, összesen 800 kg tömegű, szintén géppel leereszthető függöny is van a stadionban: ezzel a küzdőtér két részre osztható. Ugyancsak gép ereszti le a helyére vagy távolítja el a négy darab gyakorló kosárpalánkot. A padló, amelyet nem sportjellegű rendezvények esetén védelemmel látnak el, kialakításának és teherbírásának köszönhetően akár egy autókiállítás megrendezésére is alkalmas. A tetőszerkezetet úgy alakították ki, hogy koncertek esetén akár két tonnát nyomó fény- és hangtechnikai berendezések is felfüggeszthetőek legyenek rá.
A csarnok teljes villamosvezeték-hálózata 21 kilométert tesz ki, míg a beszerelt gépészeti csővezetékek összehossza 6,8 kilométer. Az elektromos áram az épület saját transzformátorállomásán keresztül érkezik meg, sőt, a hozzá tartozó raktárépület tetején napelemeket is elhelyeztek. A küzdőtér fűtéséért és hűtéséért, valamint a friss levegővel történő ellátásáért 8 darab 15 000 légköbméteres teljesítményű légkezelő gép felel, az épület pedig rá van kötve a városi távhőhálózatra is. A kameraállások olyan erkélyek, amelyek üvegkorláttal vannak elhatárolva, áramforrással és internetcsatlakozással rendelkeznek. A belső világítást fehér fényű LED-lámpák adják, a fényerősséget több lépcsőben lehet szabályozni. Az épület négy darab, szintén LED-es kivetítővel rendelkezik, ezek mérete 5 m × 2,5 m. A látogatók ellátását összesen hét büfésziget oldja meg.

## Képek az építkezésről

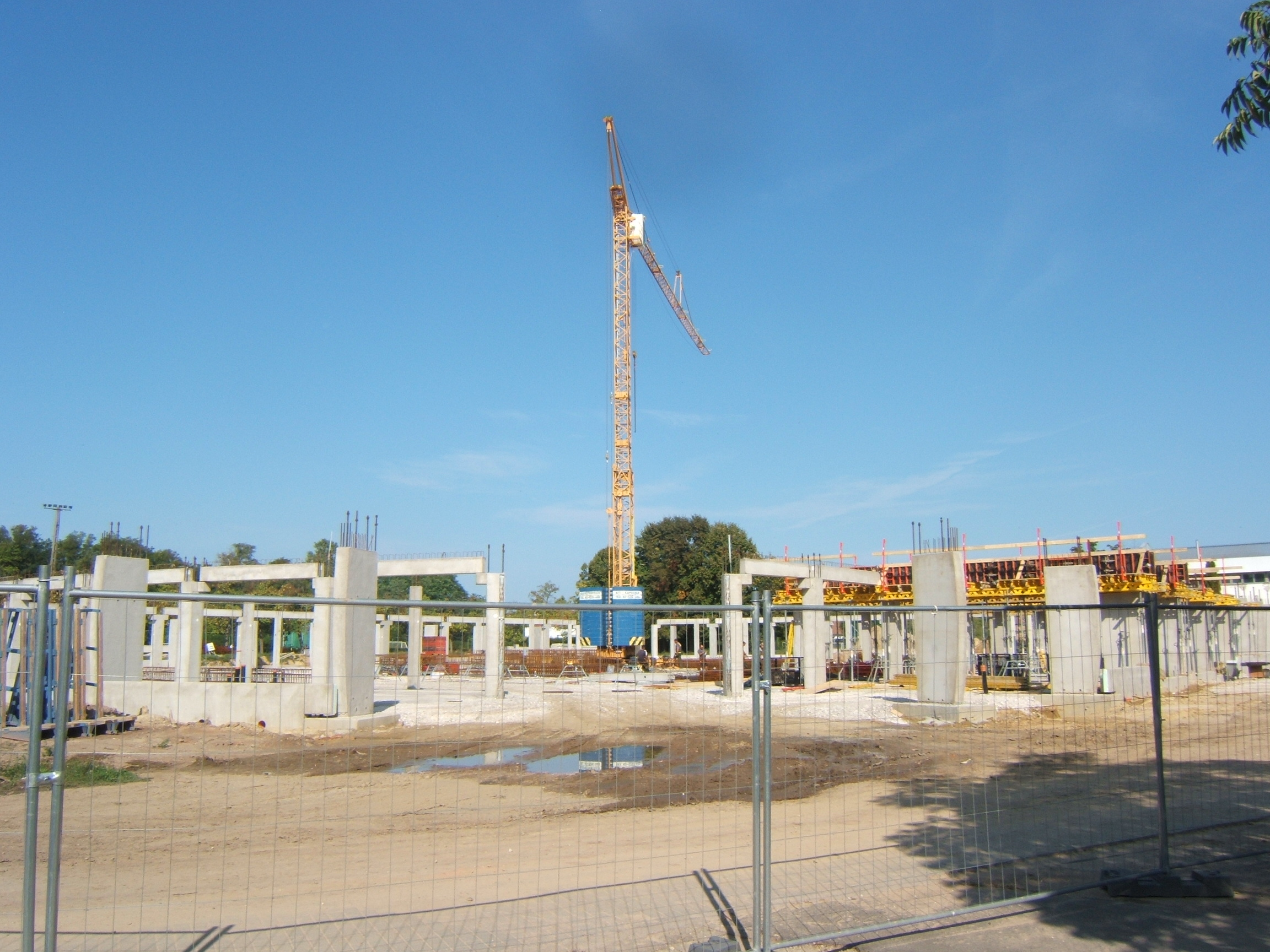
2017. szeptember 10.
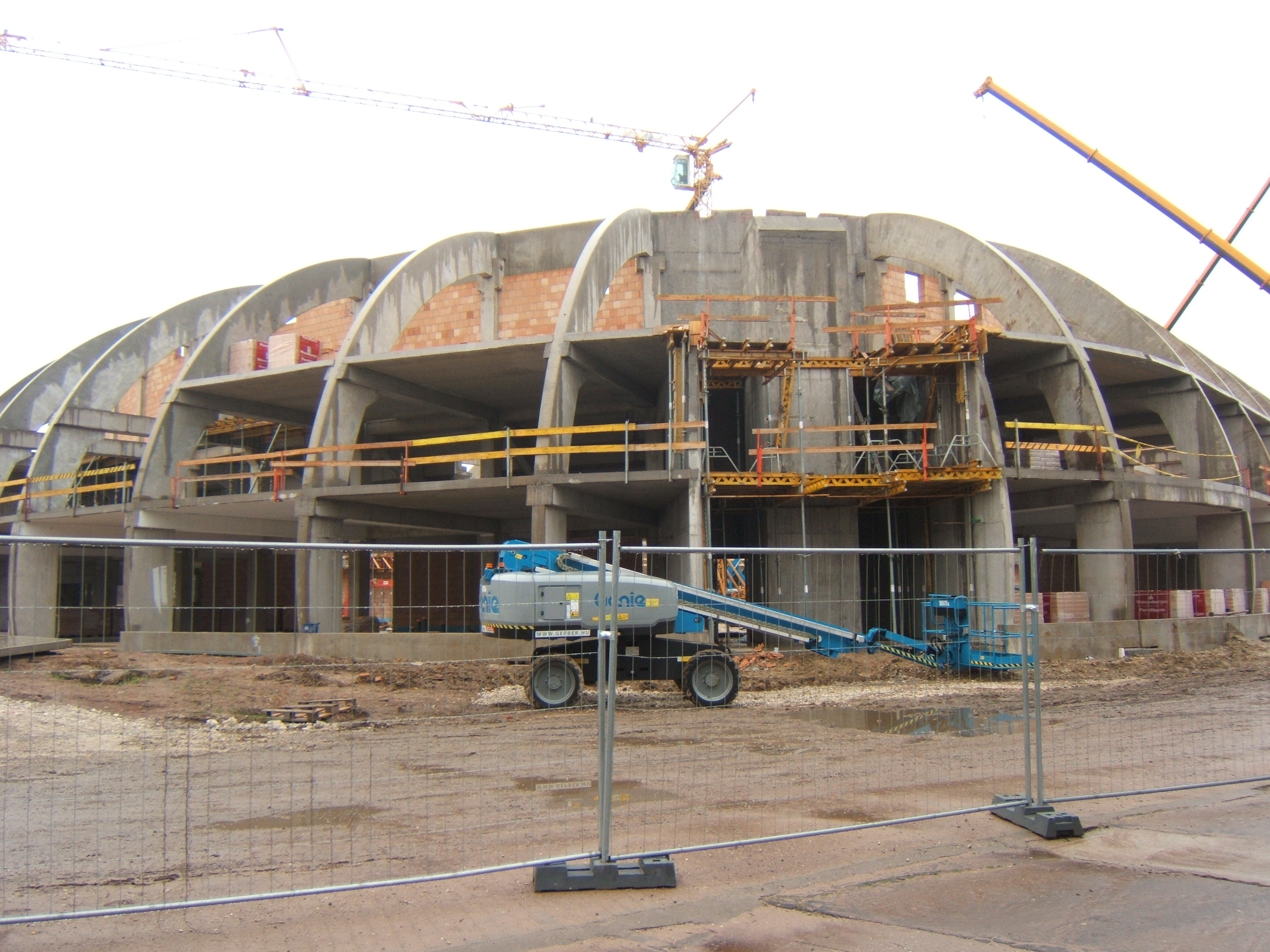
2018. január 21.
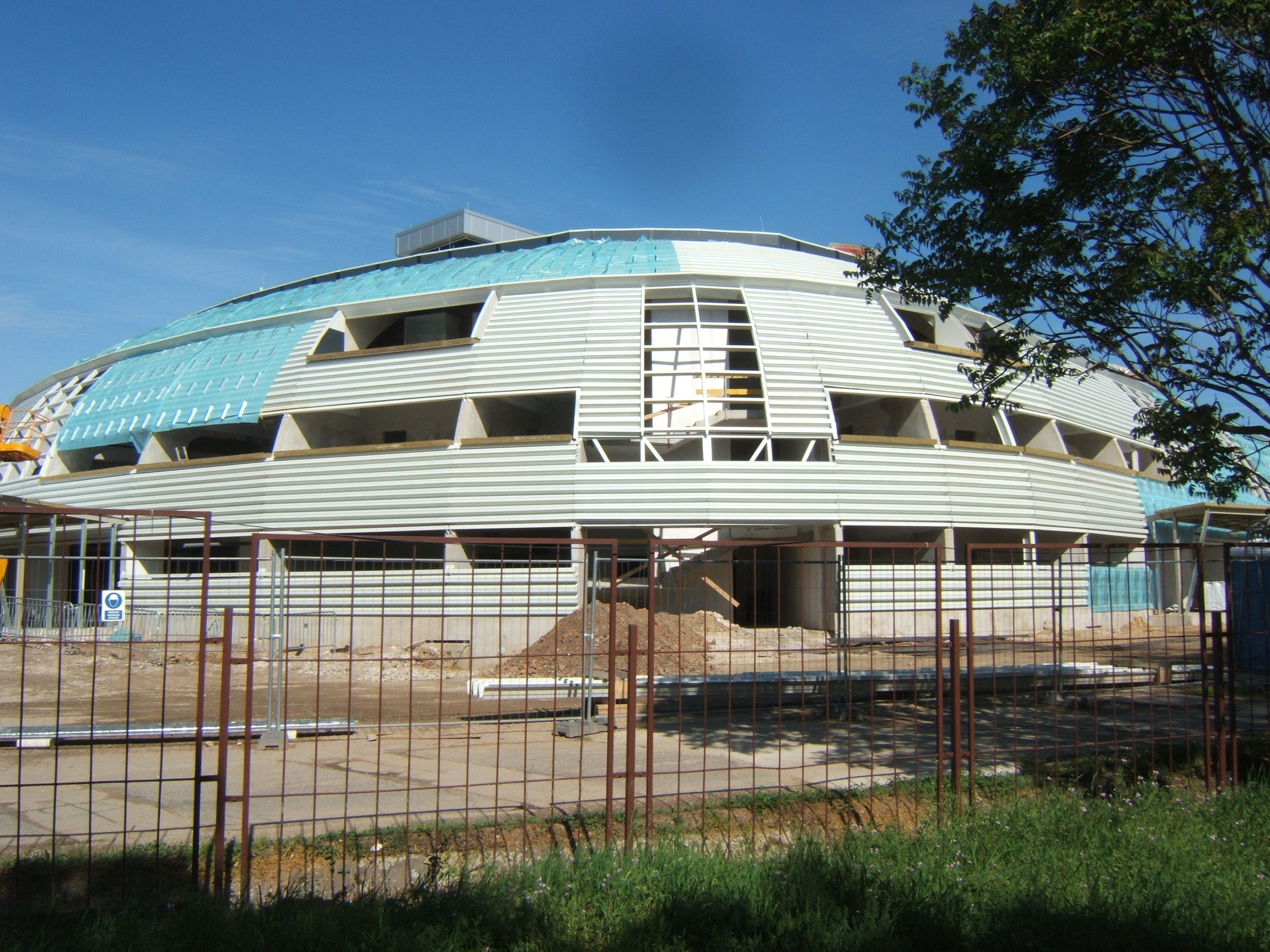
2018. május 1.
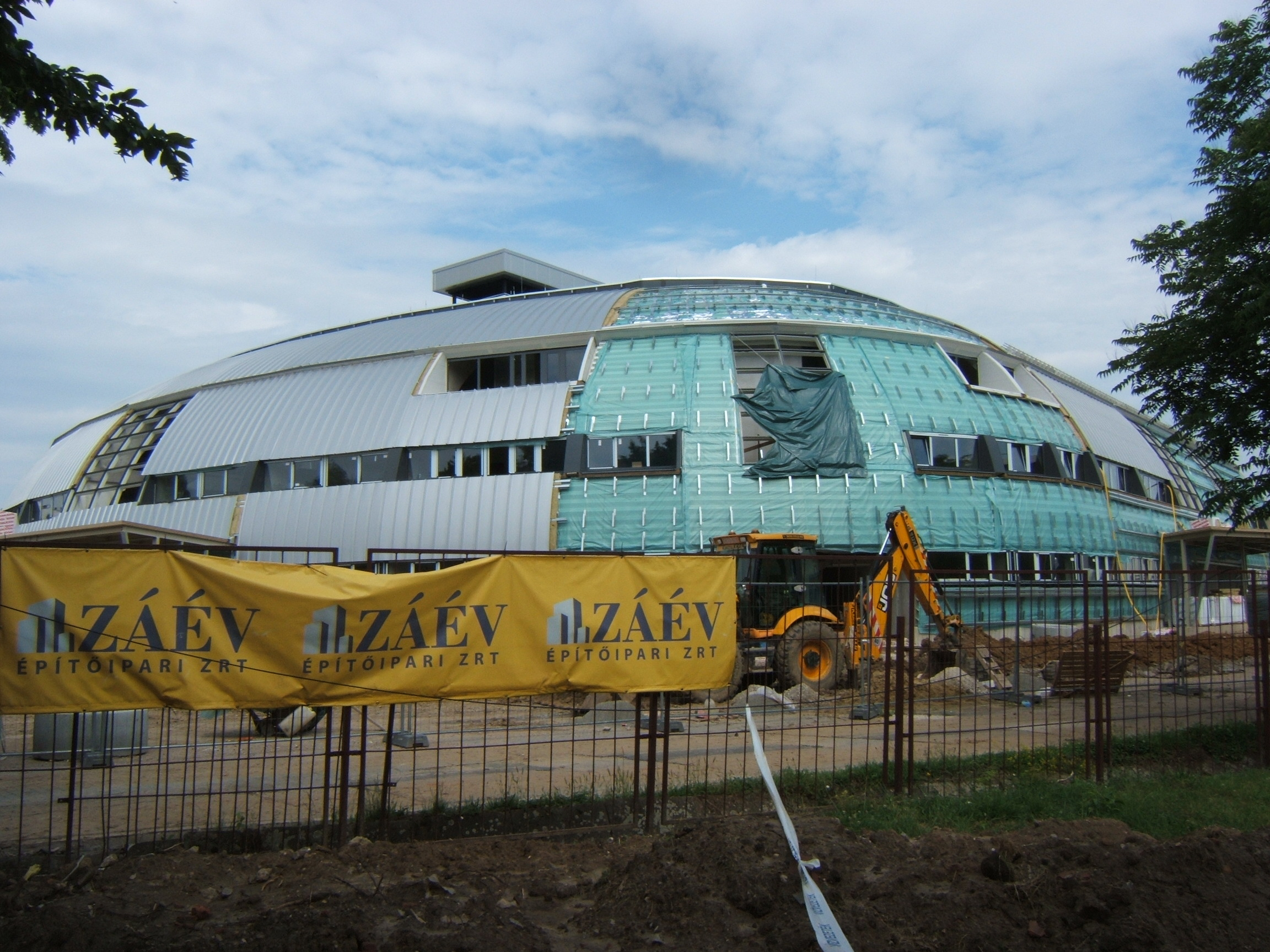
2018. június 17.